# WTA Båstad

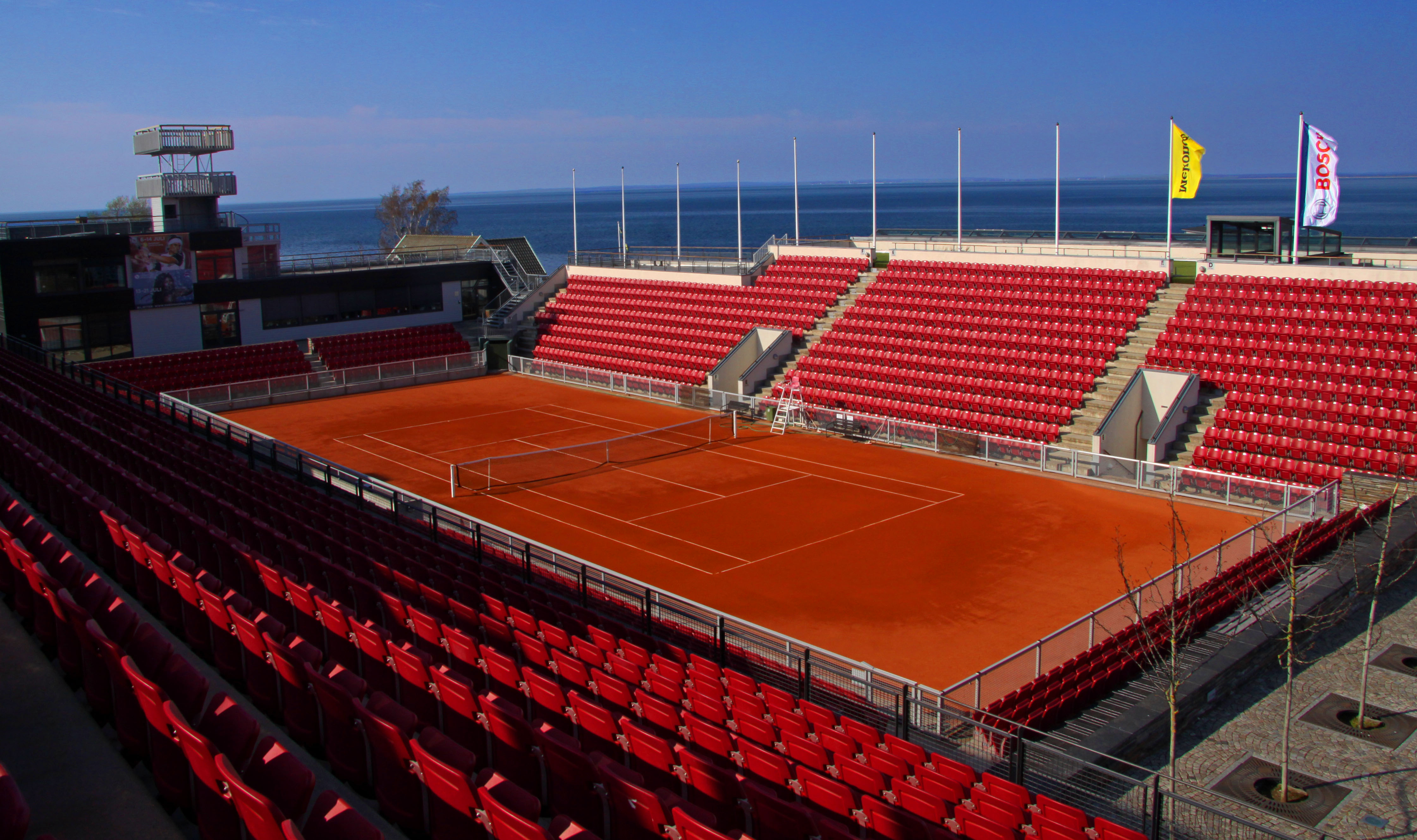
Hauptplatz

Logo von 2013–2015

Das WTA Båstad (offiziell: Ericsson Open, vormals Collector Swedish Open) war ein Tennisturnier der WTA Tour, das als Nachfolger des WTA-Turniers von Stockholm seit 2009 in der schwedischen Stadt Båstad ausgetragen wurde. 2018 wechselte die Turnierlizenz nach Moskau.

## Turnierübersicht
| Jahr | Offizielle Turnierbezeichnung | Kategorie         | Belag | Preisgeld |
| ---- | ----------------------------- | ----------------- | ----- | --------- |
| 2009 | Collector Swedish Open Women  | WTA International | Sand  | $220.000  |
| 2010 | Collector Swedish Open Women  | WTA International | Sand  | $220.000  |
| 2011 | Collector Swedish Open        | WTA International | Sand  | $220.000  |
| 2012 | Sony Swedish Open             | WTA International | Sand  | $220.000  |
| 2013 | Collector Swedish Open        | WTA International | Sand  | $235.000  |
| 2014 | Collector Swedish Open        | WTA International | Sand  | $250.000  |
| 2015 | Collector Swedish Open        | WTA International | Sand  | $250.000  |
| 2016 | Ericsson Open                 | WTA International | Sand  | $226.750  |
| 2017 | Ericsson Open                 | WTA International | Sand  | $226.750  |

## Siegerliste

### Einzel
| Jahr                         | Siegerin                    | Finalgegnerin         | Ergebnis      |
| ---------------------------- | --------------------------- | --------------------- | ------------- |
| 1971                         | Helga Masthoff              | Ingrid Bentzer        | 4:6, 6:1, 6:3 |
| 1974                         | Sue Barker                  | Marijve Jansen Schaar | 6:1, 7:5      |
| 1975                         | Sue Barker                  | Helga Masthoff        | 6:4, 6:0      |
| 1976                         | Renáta Tomanová             | Helen Anliot          | 6:3, 6:2      |
| 1977                         | Florența Mihai              | Mary Struthers        | 6:4, 6:4      |
| 1987                         | Sandra Cecchini             | Catarina Lindqvist    | 6:4, 6:4      |
| ↓ Kategorie: Tier V ↓        |                             |                       |               |
| 1988                         | Isabel Cueto                | Sandra Cecchini       | 7:5, 6:1      |
| 1989                         | Katerina Maleewa            | Sabine Hack           | 6:1, 6:3      |
| 1990                         | Sandra Cecchini             | Csilla Bartos         | 6:1, 6:2      |
| ↓ Kategorie: International ↓ |                             |                       |               |
| 2009                         | María José Martínez Sánchez | Caroline Wozniacki    | 7:5, 6:4      |
| 2010                         | Aravane Rezaï               | Gisela Dulko          | 6:3, 4:6, 6:4 |
| 2011                         | Polona Hercog               | Johanna Larsson       | 6:4, 7:5      |
| 2012                         | Polona Hercog               | Mathilde Johansson    | 0:6, 6:4, 7:5 |
| 2013                         | Serena Williams             | Johanna Larsson       | 6:4, 6:1      |
| 2014                         | Mona Barthel                | Chanelle Scheepers    | 6:3, 7:63     |
| 2015                         | Johanna Larsson             | Mona Barthel          | 6:3, 7:62     |
| 2016                         | Laura Siegemund             | Kateřina Siniaková    | 7:5, 6:1      |
| 2017                         | Kateřina Siniaková          | Caroline Wozniacki    | 6:3, 6:4      |

### Doppel
| Jahr                         | Siegerinnen                                        | Finalgegnerinnen                                   | Ergebnis         |
| ---------------------------- | -------------------------------------------------- | -------------------------------------------------- | ---------------- |
| 1971                         | Helga Masthoff Heidi Orth                          | Ana Maria Pinto-Bravo Linda Tuero                  | 6:2, 6:1         |
| 1974                         | Sue Barker Glynis Coles                            | Fiorella Bonicelli Anna-Maria Nasuelli             | 6:2, 6:0         |
| 1975                         | Janet Newberry Pam Teeguarden                      | Fiorella Bonicelli Raquel Giscafre                 | 6:3, 6:3         |
| 1976                         | María-Isabel Fernández Mimi Wikstedt               | Lesley Hunt Renáta Tomanová                        | 6:1, 7:6         |
| 1977                         | Cynthia Seiler Raquel Giscafre                     | Helen Anliot Florența Mihai                        | 6:2, 7:5         |
| 1987                         | Penny Barg Tine Scheuer-Larsen                     | Sandra Cecchini Patricia Tarabini                  | 6:1, 6:2         |
| ↓ Kategorie: Tier V ↓        |                                                    |                                                    |                  |
| 1988                         | Sandra Cecchini Mercedes Paz                       | Linda Ferrando Silvia La Fratta                    | 6:0, 6:2         |
| 1989                         | Mercedes Paz Tine Scheuer-Larsen                   | Sabrina Goleš Katerina Maleewa                     | 6:2, 7:5         |
| 1990                         | Mercedes Paz Tine Scheuer-Larsen                   | Carin Bakkum Nicole Jagerman                       | 6:3, 6:710, 6:2  |
| ↓ Kategorie: International ↓ |                                                    |                                                    |                  |
| 2009                         | Gisela Dulko Flavia Pennetta                       | Nuria Llagostera Vives María José Martínez Sánchez | 6:2, 0:6, [10:5] |
| 2010                         | Gisela Dulko Flavia Pennetta                       | Renata Voráčová Barbora Záhlavová-Strýcová         | 7:60, 6:0        |
| 2011                         | Lourdes Domínguez Lino María José Martínez Sánchez | Nuria Llagostera Vives Arantxa Parra Santonja      | 6:3, 6:3         |
| 2012                         | Catalina Castaño Mariana Duque Mariño              | Eva Hrdinová Mervana Jugić-Salkić                  | 6:4, 5:7, [10:6] |
| 2013                         | Anabel Medina Garrigues Klára Zakopalová           | Alexandra Dulgheru Flavia Pennetta                 | 6:1, 6:4         |
| 2014                         | Andreja Klepač María Teresa Torró Flor             | Jocelyn Rae Anna Smith                             | 6:1, 6:1         |
| 2015                         | Kiki Bertens Johanna Larsson                       | Tatjana Maria Olha Sawtschuk                       | 7:5, 6:4         |
| 2016                         | Andreea Mitu Alicja Rosolska                       | Lesley Kerkhove Lidsija Marosawa                   | 6:3, 7:5         |
| 2017                         | Quirine Lemoine Arantxa Rus                        | María Irigoyen Barbora Krejčíková                  | 3:6, 6:3, [10:8] |